# Participatie
Participatie betekent actieve deelname. Het is afgeleid van de Latijnse woorden pars (deel) en cipere (nemen). Wanneer over participatie wordt gesproken, is er altijd sprake van een subject en een object, ook als dat niet expliciet wordt gemaakt: een persoon of een groep die deelneemt (het subject) en datgene waaraan zij deelnemen (het object).
Participatie kan in beginsel betrekking hebben op allerlei subjecten (bijvoorbeeld jongeren, burgers, vrouwen) en op allerlei objecten (bijvoorbeeld politiek, arbeid, kunst, architectuur). Het woord participatie heeft een sterk maatschappelijke, vaak politieke connotatie. Als die connotatie er niet is, wordt meestal eerder van deelname gesproken. In economische context wordt een deelname in het bestuur van een onderneming door het bezit van aandelen ook een (aandelen)participatie genoemd. De onderneming is dan een zogeheten participatiemaatschappij, de Nederlandse brancheorganisatie heet Nederlandse Vereniging van Participatiemaatschappijen (NVP) en de Belgische heet Belgian Venture Capital & Private Equity Association (BVA).
Typische verschijningsvormen van het concept participatie zijn "arbeidsparticipatie" (deelname van een bepaalde groep aan de arbeidsmarkt) en "sociaal-culturele participatie" (deelname van een bepaalde groep aan sociaal-culturele activiteiten).
In dit artikel worden enkele betekenissen van participatie besproken.

## Deelname aan publieke besluitvorming
Participatie in deze betekenis kwam eind jaren zeventig, begin jaren tachtig van de 20e eeuw op. Participatie is de historische opvolger van het begrip inspraak. Deze vorm van participatie kan betrekking hebben op allerlei groepen. Datgene waar men inspraak op eiste was de publieke besluitvorming.
De overheid, daartoe genoodzaakt door onder andere de gevolgen van de hippie- en provo-beweging, kwam in eerste instantie met het toenmalige toverwoord inspraak. Burgers kregen "inspraak" in ambtelijke procedures, en werden gehoord door de overheid. In de praktijk kwam dat veelal erop neer, dat overheidsdiensten de wettelijk verplichte inspraakronde hielden, waarbij zij de burger aanhoorden, zonder dat zij op enige wijze verplicht waren ook daadwerkelijk consequenties eraan te verbinden. Daarop werd de term participatie gelanceerd: mensen wilden structureel actief meedoen, niet slechts een recht om verbale kanttekeningen te mogen plaatsen, waartoe veel inspraakprocedures al snel waren verworden.

## Politieke participatie
De meest gebruikelijke en centrale vorm van participatie in een representatieve democratie als Nederland, is deelname aan verkiezingen door het uitbrengen van een stem. Dit wordt actief kiesrecht genoemd: het recht een stem uit te brengen bij verkiezingen.
Naast actief kiesrecht, is er passief kiesrecht: het recht om zich kandidaat te stellen bij verkiezingen. Om je verkiesbaar te stellen, kun je het beste eerst lid worden van een politieke partij. Als lid van een partij kun je bijvoorbeeld naar het congres gaan, daar kun je meepraten over de standpunten van de partij. Je kunt ook actief zijn als vrijwilliger en bijvoorbeeld helpen bij campagnevoeren of in het (lokale) partijbestuur.
In 1917 is het actief kiesrecht voor mannen en het passief kiesrecht voor vrouwen ingevoerd. In 1919 kregen per Kieswet ook vrouwen actief kiesrecht. Dit werd in 1922 in de Grondwet opgenomen.
Er bestaat nog steeds genderongelijkheid in de Nederlandse politiek. Dit is het verschijnsel dat in Nederland meer mannen dan vrouwen actief zijn in politieke organisaties en minder vrouwen dan mannen van professie politicus zijn.

## Maatschappelijke participatie
In deze betekenis wordt met participatie vooral de aandacht gevestigd op een bepaalde groep, bijvoorbeeld mensen met een functiebeperking (gehandicapten). Er wordt dan gekeken naar de verschillende wijzen waarop deze groep deelneemt aan de samenleving. Dat is een zeer breed begrip, waardoor participatie in deze zin vaak wordt onderverdeeld in bijvoorbeeld 
maatschappelijke participatie, economische participatie, politieke participatie, sociaal-culturele participatie, participatie in de woningbouw en nog meer, elk met een eigen, specifiekere betekenis. 

## Uitsluiting
Waar over participatie wordt gesproken is bijna altijd sprake (geweest) van uitsluiting. Vandaar dat participatie vaak betrekking heeft op groepen die in een of andere zin een achterstandspositie innemen, zoals verschillende minderheden. Het begrip participatie heeft daarom vaak ook een relatie met het begrip emancipatie. 